# Dunn-iszapteknős
A Dunn-iszapteknős (Kinosternon dunni) a hüllők (Reptilia) osztályába  és a teknősök (Testudines) rendjébe és az iszapteknősfélék (Kinosternidae) családjába tartozó faj.

## Előfordulása
Kolumbia területén  honos.

## Megjelenése
Testhossza 17,5 centiméter. Hátpáncélja ovális alakú és sötétbarna színű.